# Chamangá
Chamangá és una petita localitat rural de l'Uruguai.
Es troba al departament de Flores, més concretament a la seva capital, la ciutat de Trinidad. Està formada per 12.000 hectàrees i el seu relleu conté zones muntanyoses d'escassa altura.
És una població rústica i funciona com a dormitori de Trinidad. Segons publicacions oficials del 2009, Chamangá és una de les cinc àrees protegides de l'Uruguai.
En aquesta urbanització va néixer el líder sindicalista Raúl Sendic.